# Eli Antípatre
Eli Antípatre（grec antic: Ἀντίπατρος; llatí: Aelius Antipater), fill de Zeuxidem, va ser un sofista i orador de l'antiga Grècia del temps de Septimi Sever. Era nadiu de Hieràpolis de Frígia.
Va ser deixeble d'Adrià de Tir, Juli Pòl·lux, i Zenó. Era considerat superior als altres del seu temps en l'art d'escriure lletres, i per aquest motiu l'emperador el va nomenar secretari privat i després el va elevar a la dignitat consular i el va fer prefecte de Bitínia. Com que va exercir excessiva repressió el va destituir, i va retornar a Hieràpolis, on va morir a 68 anys, segons que es diu per refusar de menjar. Filòstrat diu que va escriure una història de l'emperador Sever, però no s'ha conservat.